# Jettenbach, Bayern
Jettenbach är en kommun och ort i Landkreis Mühldorf am Inn i Regierungsbezirk Oberbayern i förbundslandet Bayern i Tyskland.
Kommunen ingår i kommunalförbundet Kraiburg am Inn tillsammans med köpingen Kraiburg am Inn och kommunen Taufkirchen.